# Yves De Winter
Yves De Winter, né le 25 mai 1987 à Lierre en Belgique, est un footballeur international belge qui joue au poste de gardien de but.
Il fait partie de l'équipe belge qui participe aux Jeux de Pékin mais n'y dispute aucune rencontre.

## Palmarès
- AZ Alkmaar
  - Coupe des Pays-Bas :
    - Vainqueur : 2013